# Arroio Piquiri
L'arroio Piquiri est un cours d'eau brésilien de l'État du Rio Grande do Sul. 